# Harry Bertoia

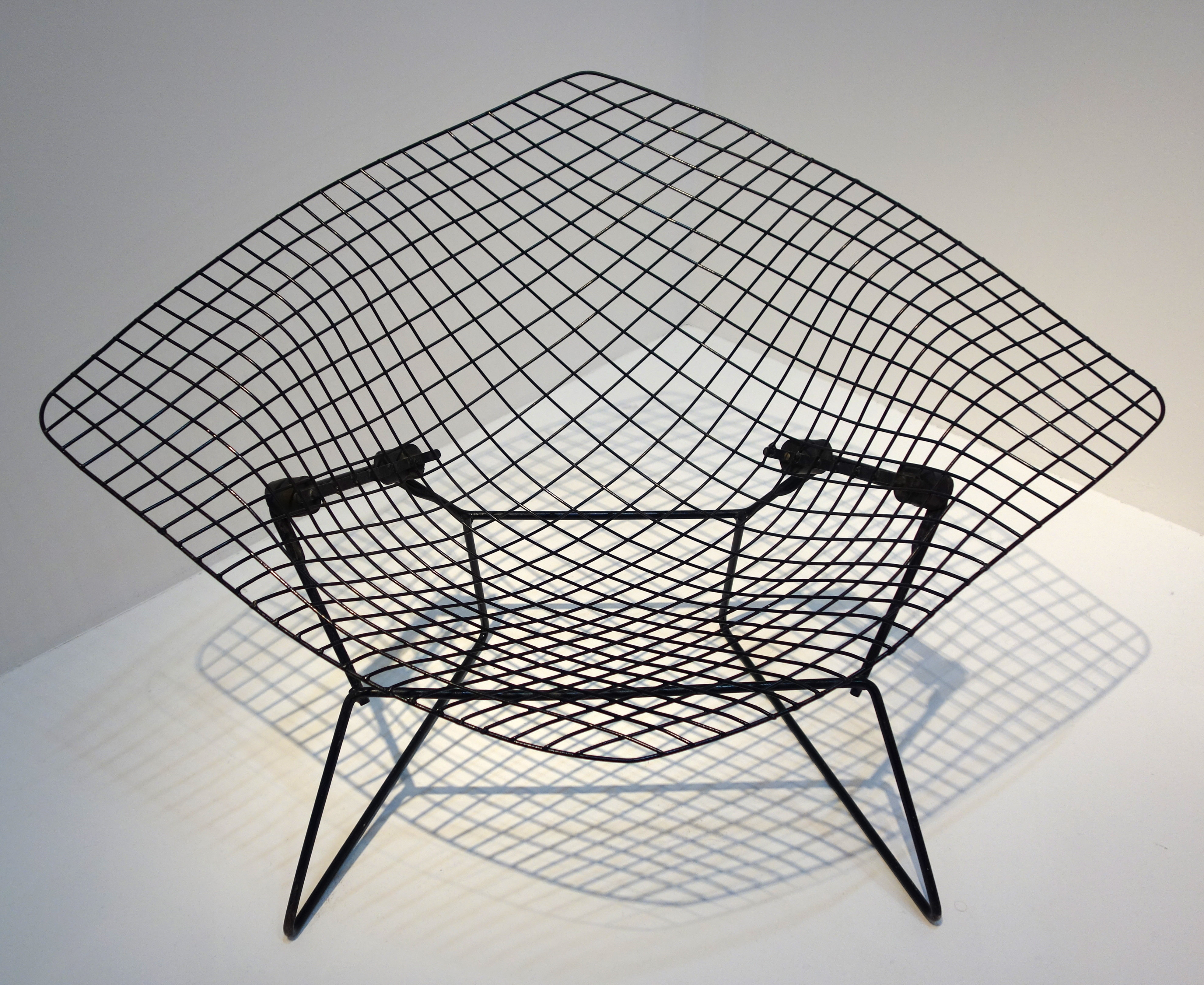
Diamond Chair

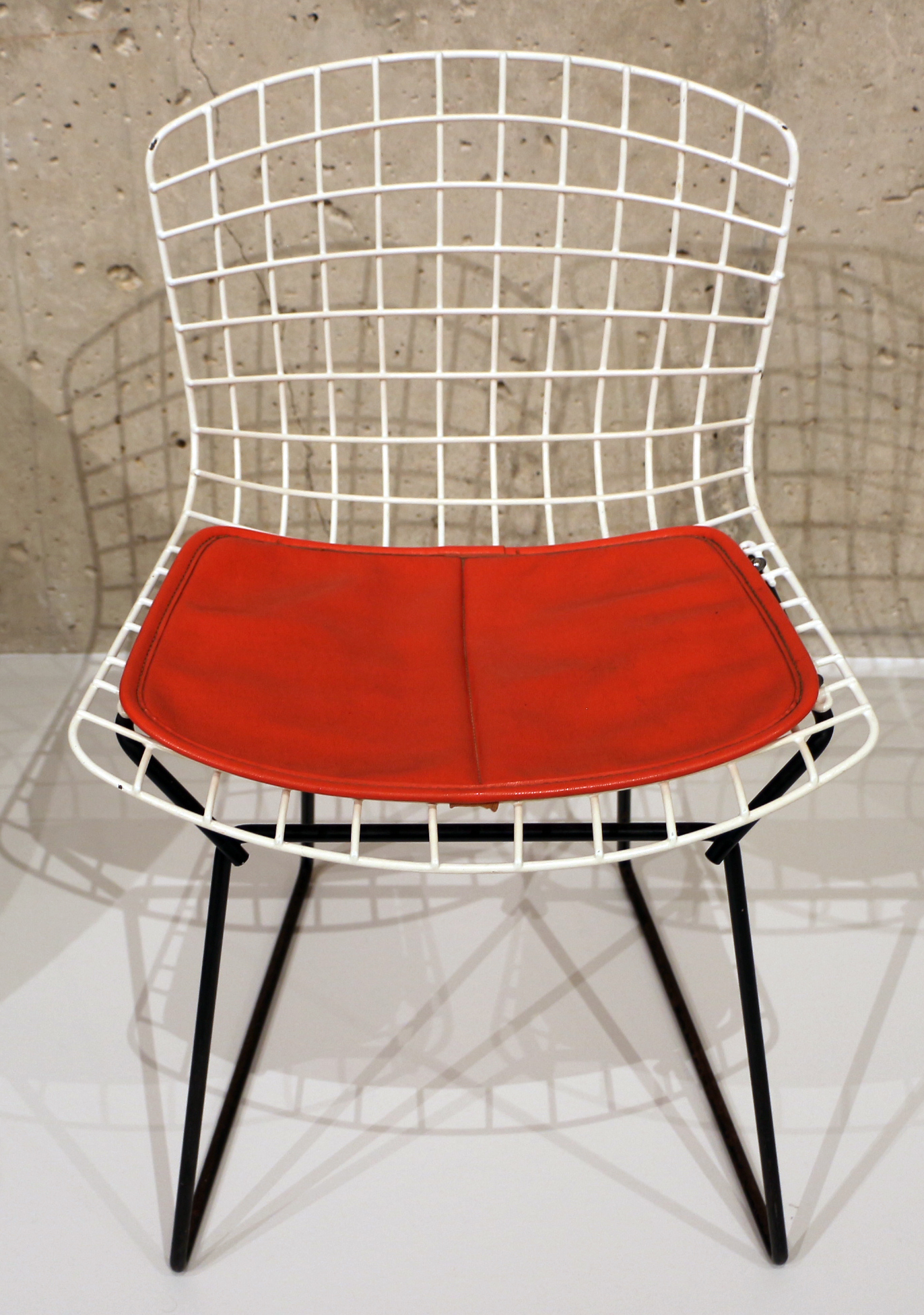
Harry Bertoia für Knoll International, Kinderstuhl (Modell 426-2), New York 1950–52 (1953)

Harry Bertoia (* 10. März 1915 im Ortsteil San Lorenzo von Arzene, Königreich Italien; † 6. November 1978 in Barto (Pennsylvania), USA) war ein italoamerikanischer Künstler, Tonkunst-Bildhauer und Möbeldesigner.

## Leben
Bertoia besuchte im Alter von 15 Jahren seinen Bruder in Detroit, Michigan und entschied sich, dort zu bleiben. In der Detroiter Cass Technical High School nahm er Unterricht sowohl in Kunst als auch in Design und erlernte das Handwerk des Juweliers. 1936 besuchte er die Kunstschule der Detroit Society of Arts and Crafts (heute das College for Creative Studies).
1938 erhielt Bertoia ein Stipendium für die Cranbrook Academy of Art, wo er Architekten wie Walter Gropius und Edmund Bacon und die späteren Designer Ray Eames und Charles Eames zum ersten Mal traf.
1939 begann er mit einer Werkstatt, in welcher er unter anderem Metallbearbeitung und Schmuckherstellung lehrte. Während des Zweiten Weltkriegs ging er nach seiner Heirat mit Brigitta Valentiner nach Kalifornien, um bis Kriegsende für Charles und Ray Eames zu arbeiten, die für eine Möbelfabrik tätig waren.
Bertoia zog 1950 nach Pennsylvania, um ein eigenes Studio einzurichten. Es begann seine Arbeit für Hans Knoll, in der unter anderem fünf Entwürfe für Sitzgelegenheiten entstanden. Einer davon ist als Diamond Chair berühmt geworden. Nach einem Rechtsstreit mit der Möbelfirma Herman Miller und leichten Veränderungen am Metallgewebe des Sitzes wurde der Diamond Chair ein Verkaufserfolg und er wird bis heute bei der Firma Knoll hergestellt. Die Lizenzeinnahmen aus seinen Sesseln erlaubten Bertoia sich nur noch auf seine bildhauerischen Arbeiten und seine Klangskulpturen zu konzentrieren. Mit diesen Skulpturen produzierte er auch einige Langspielplatten mit dem Titel Sonambient.
Klangskulpturen des Künstlers befinden sich unter anderem im Besitz von US-amerikanischen Museen wie dem Hirshhorn Museum and Sculpture Garden, Washington, D.C., das Kemper Museum of Contemporary Art, Kansas City, Missouri, dem Philadelphia Museum of Art oder dem Walker Art Center in Minneapolis, Minnesota, und von Privatpersonen wie Lord Palumbo, in dessen von Frank Lloyd Wright gebautem Haus Kentuck Knob in Pennsylvania.

## Persönliches
Bertoia und Brigitta Valentiner hatten drei Kinder. Brigitta starb 2007 im Alter von 87 Jahren.

## Ausstellungen
- 1975/1976: Harry Bertoia: Exhibition of his Sculpture and Graphics. Allentown Art Museum, Allentown (Pennsylvania). Katalog.
- 1990/1991: The Bertoia Legacy. Sound and Motion. Payne Gallery at Moravian College, Bethlehem (Pennsylvania). Katalog.